# Герб Миргородського району
Герб Миргородського району — офіційний символ Миргородського району, затверджений 17 грудня 2003 р. рішенням сесії районної ради.

## Опис
На лазуровому полі золотий уширений хрест, під ним срібна восьмипроменева зірка, під якою розгорнута книга, на якій червоні меч і пернач в косий хрест. Щит увінчаний червоною мурованою короною з трьома зубцями й написом "Миргородщина" над нею, та обрамлено вінком із колосся та гілок калини, обвитим синьо-жовтою стрічкою.